# Kazu Naoki
Kazu Naoki (n. 23 martie 1918 - d. 30 noiembrie 1944) a fost un fotbalist japonez.

## Statistici
| Japonia | Japonia | Japonia |
| An      | Meciuri | Goluri  |
| ------- | ------- | ------- |
| 1940    | 1       | 0       |
| Total   | 1       | 0       |